# Partidul Național Liberal (România)
Partidul Național Liberal (abreviat PNL) este un partid politic istoric parlamentar din România, înființat pentru prima dată sub aceeași denumire la data de 24 mai 1875 în Principatele Unite ale Moldovei și Țării Românești și reînființat ulterior după Revoluția Română din 1989, în ianuarie 1990 de Radu Câmpeanu și alți foști membrii supraviețuitori ai Partidului Național Liberal (PNL) interbelic și postbelic (înainte ca acesta să fie desființat și interzis de comuniști în 1947 pe toată durata comunismului în România, ca alte partide istorice, e.g., Partidul Național-Țărănesc (PNȚ pe scurt). În prezent, este unul dintre principalele partide politice din România și totodată cea mai veche formațiune politică din țară precum și unul dintre cele mai vechi partide politice din Europa și din familia partidelor liberale europene, conform primei date de înființare a acestuia. Împreună cu Partidul Național Țărănesc Creștin Democrat (PNȚCD/PNȚ-CD), cu care s-a aflat, în special de-a lungul anilor 1990, într-o anumită alianță politică, mai precis în cadrul Convenției Democrate Române (CDR), Partidul Național Liberal (PNL) contemporan este unul dintre cele mai vechi formațiuni politice din țară în istoria României postdecembriste.
De-a lungul timpului (în special în timpul Regatului României), majoritatea guvernelor României au fost conduse de prim-miniștrii afiliați acestei formațiuni politice istorice (în total, un număr de 13 premieri până în prezent), cu excepția perioadei comuniste (i.e., Republica Populară Română, RPR pe scurt, respectiv Republica Socialistă România, RSR pe scurt, mai exact între 1947 și 1989) și a perioadei postdecembriste (i.e., din 1990 până în prezent). De numele și istoria Partidului Național Liberal (PNL) se leagă cele mai importante evenimente din istoria modernă a României, mai precis următoarele: instaurarea monarhiei constituționale (1866), obținerea independenței de stat (1877) în contextul Războiului de independență (1877–1878), ridicarea României la rang de regat (1881), Războiul de întregire a neamului (i.e., Primul Război Mondial) și crearea României Mari (1918), adoptarea Constituției din 1923 precum și relansarea economică după Marea criză economică din 1929–1933. În toată această perioadă, liberalismul a devenit fundamentul ideologic pe care s-a construit România modernă și contemporană.
În anul 2024, Partidul Național Liberal (PNL) este al doilea cel mai mare partid politic din România după Partidul Social Democrat (PSD), partid cu care este aliat în cadrul Coaliției Naționale pentru România (CNR) din 2021 până în prezent (anterior în cadrul Uniunii Social-Liberale sau USL pe scurt, între 2011 și 2014), în ceea ce privește numărul total de aleși locali precum și parlamentari. Totodată, în prezent, Partidul Național Liberal (PNL) este al doilea partid politic românesc din cadrul Parlamentului European (PE) cu 8 europarlamentari sau eurodeputați din totalul de 33 alocați României, în urma alegerilor europarlamentare din 9 iunie 2024. De asemenea, după Partidul Social Democrat (PSD), Partidul Național Liberal (PNL) este al doilea partid politic care a guvernat cel mai mult timp în România postdecembristă.
În pofida ideologiilor politice revendicate în teorie de Partidul Național Liberal (PNL) contemporan în istoria sa recentă, acest partid politic a demonstrat, în practică, că este mai degrabă un partid politic de tip big tent/catch all, incluzând în rândurile membrilor acestuia politicieni de la alte partide politice prin traseism politic, migrație electorală, fuziuni prin absorbție sau invitații politice (e.g., Theodor Stolojan invitat de Valeriu Stoica sau Klaus Iohannis invitat de Crin Antonescu), precum și un partid populist de dreapta, fiind deseori criticat de o fostă parte a electoratului acestuia precum și de oponenții și foștii aliați politici de trădare, mai ales referitor la alianțele ulterioare pe care le-a constituit alături de Partidul Social Democrat (PSD), adversar mai degrabă nominal al PNL-ului contemporan, încă de la începutul anilor '90, atunci când PNL-ul condus de Radu Câmpeanu a format un guvern de largă majoritate alături de Frontul Salvării Naționale (FSN) între 1991 și 1992, mai precis cabinetul Stolojan.
Totodată, de-a lungul istoriei postdecembriste și cu precădere în anii 1990, Partidul Național Liberal (PNL) contemporan a fost un partid divizat cu multe formațiuni politice scindate din acesta și apoi re-integrate sau absorbite. De asemenea, partidul a mai fost criticat de-a lungul timpului pentru faptul că are membrii marcanți care, în trecut, au făcut parte din Partidul Comunist Român (PCR; e.g., Valeriu Stoica, Theodor Stolojan, Călin Popescu-Tăriceanu sau Emil Boc) sau care au colaborat cu Securitatea (e.g., Dan Amedeo Lăzărescu sau Mircea Ionescu-Quintus) ori membrii care au avut rude care au făcut-o (e.g., Ludovic Orban) precum și pentru apropierile față de Partidul Social Democrat (PSD). Astfel, partidul a fost perceput ca trădător din punctul de vedere al unei părți semnificative din fostul electorat al acestuia, această percepție planând inclusiv asupra partidelor mai mici scindate din PNL de-a lungul timpului, e.g., Partidul Național Liberal-Aripa Tânără (PNL-AT) sau Alianța Liberalilor și Democraților (ALDE), ultimul parțial rupt din PNL, ambele două re-integrate sau absorbite de PNL în trecut. În 2014, în urma absorbției Partidului Democrat Liberal (PDL), PNL a devenit urmașul juridic al FSN (care a fost predecesorul PDL respectiv PD mai timpuriu). Astfel, Vasile Blaga, fost lider FSN Bihor în perioada 1990–1992, a devenit co-președinte al Partidului Național Liberal (PNL) în 2014 (păstrând această funcție până în 2016). În plus, la începutul anilor 2020, sub guvernul Ciucă, PNL a fost adesea criticat pentru tendințele acestuia de autoritarism și iliberalism, acest partid politic rămânând liberal doar în nume, ideologic poziționându-se adițional mai degrabă ca social-conservator, încălcându-și, în același timp, promisiunile electorale anterioare conform cărora nu vor readuce Partidul Social Democrat (PSD) la guvernare.

## Istoric

### Origini

#### Martie 1871, prima tendință de unificare a partidului
Primii ani ai domniei noului principe Carol I sau fost caracterizați de instabilitate politică, în care facțiuni liberale și conservatoare își disputau puterea, făcând alianțe și compromisuri adesea bizare. În 1867, a avut loc „Înțelegerea de la Concordia” între facțiunile liberale, cu excepția celei conduse de Ion Ghica. Acest acord a dus la crearea pentru prima dată a unui program de guvernare numit „Fracțiunea”, care avea vederi progresiste. Următoarele trei guverne au fost impuse de acest embrion de partid liberal, care a intrat în conflict cu Marile Puteri din cauza politicii sale antisemite. Ca răspuns, a apărut o nouă facțiune conservatoare numită „Juna Dreaptă”, condusă de N. Blaremberg, Aristide Pascal și Petre P. Carp.
Un moment important în istoria Partidului Național Liberal a fost în martie 1871, când, odată cu instalarea unui guvern conservator, liberalii au fost aruncați în opoziție. Conștienți de necesitatea combaterii comune a adversarilor politici, și abandonând interesele de grup și rivalitățile dintre personalități, liberalii au arătat o mai mare dorință de colaborare în cadrul alegerilor organizate la începutul lunii mai de Lascăr Catargiu. Totuși, ingerințele administrative și nemulțumirea unor electori față de radicali și fracționiști, care prin atitudinea lor puseseră în pericol edificiul politic fragil instituit în 1866, au asigurat un succes consistent pentru coaliția conservatoare, marcând astfel un moment important în viața politică românească prin depășirea instabilității guvernamentale și inaugurarea unei perioade de ordine constituțională și construcție legislativă.
Pierzând puterea în asemenea împrejurări, cu o poziție șubredă în corpurile legiuitoare, liberalii radicali și-au intensificat eforturile pentru realizarea unor acțiuni concertate la scară națională. Deoarece posibilitățile lor de activitate politică erau limitate, având un număr restrâns de deputați și senatori, liberalii și-au pus toate nădejdile în presă. Aceasta urma să devină principalul instrument al activității lor opoziționiste, un mecanism pentru modelarea opiniei publice și o forță puternică împotriva guvernului conservator. Astfel, la 8 noiembrie 1871, s-a organizat la Iași un congres al presei liberale, unde reprezentanți ai unor periodice și-au propus un program comun de acțiune. În baza acestui acord, a fost organizată o campanie politică susținută, care a denunțat tranzacțiile economico-financiare oneroase cu firme străine, influența politicii germane și rolul lui Carol I în susținerea acestei politici.

#### 24 mai 1875, fondarea Partidului Național Liberal (PNL)

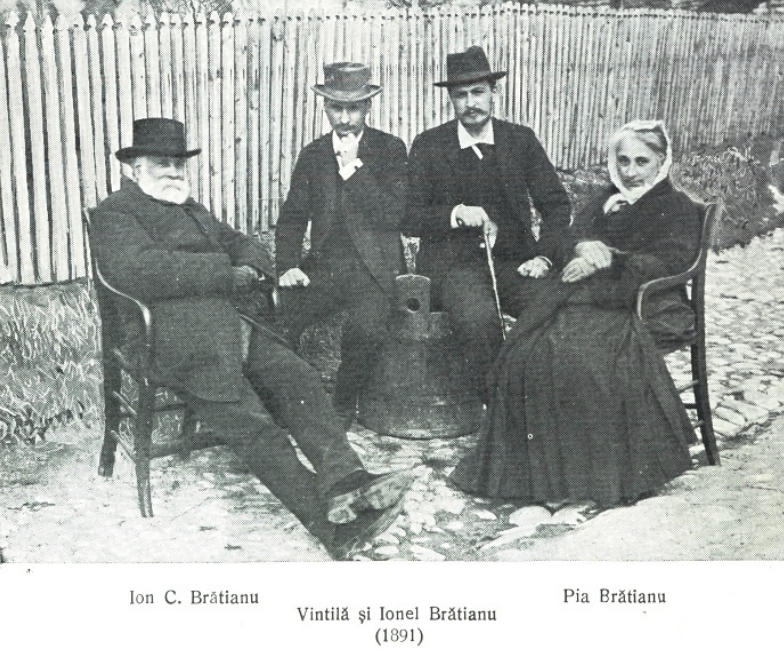
Ion C. Brătianu și fiii lui, Vintilă și Ionel Brătianu, în 1891. Toți trei au ocupat funcția de prim-ministru al României din partea Partidului Național Liberal (PNL).

Un moment decisiv în acțiunea liberală a fost campania pentru alegerile parlamentare din aprilie 1875. Hotărâți să acționeze unitari împotriva guvernului conservator, liberalii au constituit un comitet central electoral încă de la 4 ianuarie, cu scopul de a coordona activitatea politică la nivel național. În aceeași perioadă, pe 23 ianuarie, a început editarea unui periodic semnificativ intitulat „Alegătorul liber”. Două zile mai târziu, liberalii au fondat o ligă destinată să combată guvernul conservator. Aceștia tipăreau manifeste și broșuri, difuzau programe de acțiune și profesiuni de credință, și organizau reuniuni politice în capitală, în diverse alte orașe și chiar în sate, adresându-se direct maselor populare. Activitatea propagandistică a generat o stare de spirit de exaltare împotriva „tiraniei boierilor”, reuniunile având loc în săli, grădini publice și chiar pe străzi, pline de nemulțumiri exprimate față de guvernul conservator, care devenea tot mai criticabil pe măsură ce recurgea la forță pentru a menține ordinea publică.
n ciuda unei intense activități politice și a unei acțiuni combative, liberalii coalizați nu reușeau să-și asigure o preponderență în corpurile legiuitoare, rămânând în opoziție. Concentrați pe necesitatea închegării unei formațiuni politice puternice, la 24 mai 1875, fruntași ai diferitelor grupări, inclusiv disidentul conservator Manolache Costache Epureanu, au decis să colaboreze pentru promovarea principiilor liberale în viața politică românească. Ion C. Brătianu, Mihail Kogălniceanu, Ion Ghica, George D. Vernescu, Alexandru G. Golescu au pecetluit alianța parlamentară printr-o reuniune în casa de pe strada Enei, proprietate a maiorului englez Sir Stephen Bartlett Lakeman, cunoscut sub numele de Mazar Pașa, stabilit în România. Astfel s-au pus bazele Partidului Național Liberal. La 4 iunie 1875, „Alegătorul liber” a publicat programul acestei noi formațiuni politice, iar a doua zi, „Românul” a publicat lista cu numele celor 25 de membri ai Comitetului coordonator: Vasile Arvanezu, Dimitrie I. Berindei, Pană Buescu, Ion C. Brătianu, Dumitru Brătianu, dr. Nae Calinderu, Dimitrie Cariagdi, Ion Câmpineanu, Manolache Costache Epureanu, Nicolae Fleva, Mihail Pherekyde, Ion Ghica, Dimitrie Gianni, Alexandru G. Golescu, Constantin Grădișteanu, Mihail Kogălniceanu, Alexandru Lupescu, Constantin Nacu, Remus Opreanu, Pache Protopopescu, C. A. Rosetti, Eugeniu Stătescu, Dimitrie A. Sturdza și George Văcărescu.

#### Evoluția Partidului Național Liberal (PNL) în cadrul Regatului României
Deși cuprindea toate nuanțele politice, Partidul Național Liberal (PNL) se baza în principal pe structurile radicale întemeiate anterior de Ion C. Brătianu și C. A. Rosetti. În ciuda faptului că consulul francez considera că Ion Ghica era liderul principal al formațiunii, în realitate, cei doi fruntași radicali erau cei care beneficiau de organizarea liberală la scară națională. Prin relațiile lor, în lunile iunie și iulie, Brătianu și Rosetti reușeau să extindă rețeaua de organizații liberale în principalele orașe ale țării, atât în Muntenia, cât și în Moldova. Fracționiștii din jurul lui N. Ionescu constituiau și ei o puternică organizație la Iași, afiliată la Partidul Național Liberal. Astfel, până la sfârșitul anului 1875, structuri liberale fuseseră implantate nu doar în orașe, ci și în sate, consolidându-se ca cea mai puternică forță politică din România.
Ion C. Brătianu a fost primul președinte al PNL, deținând această funcție până la moartea sa în 1891, și a fost succedat de Dumitru Brătianu (1891–1892), Dimitrie A. Sturdza (1892–1909), Ion I. C. Brătianu (1909–1927), Vintilă I. C. Brătianu (1927–1930), Ion Gheorghe Duca (1930–1933) – asasinat de legionari – și Constantin I. C. Brătianu (1933–1947), care a fost întemnițat de comuniști la penitenciarul Sighet, unde a și murit.
PNL a fost la guvernare între 1876 și 1888, urmat de o lungă perioadă de conducere conservatoare (1888–1895). Perioada Belle Époque a fost marcată de rotativa guvernamentală, instituită la inițiativa regelui Carol I. În timpul rotativei guvernamentale (1895–1916), la conducerea țării au alternat guverne liberale și conservatoare, fiecare având un mandat de patru ani. Sistemul rotativei nu a mai fost utilizabil în perioada interbelică, când scena politică din România a devenit fragmentată și radicalizată. PNL a format cele mai multe guverne în perioada interbelică și a fost promotorul Constituției din 1923. Liderul opoziției a fost Iuliu Maniu, fost președinte al Consiliului Dirigent al Transilvaniei și apoi președinte al PNȚ.
În Perioada interbelică, liberalii au continuat să joace un rol politic important, reprezentând cel mai puternic partid politic al vremii. Ei au condus neîntrerupt din 1914 până în 1919 (cu o scurtă întrerupere între martie și noiembrie 1918), când, similar altor partide liberale europene, au pierdut alegerile organizate pe baza votului universal.
După o scurtă perioadă de reorganizare și extindere în teritoriile nou alipite, liberalii s-au reîntors la putere și au guvernat între 1922 și 1928 (cu o întrerupere între martie 1926 și iunie 1927) și din nou între 1933 și 1937. În perioada 1922–1926, sub conducerea lui Ion I. C. Brătianu, guvernul a unificat administrativ și centralizat Regatul României; aceștia au realizat reforme importante, inclusiv introducerea calendarului gregorian în Vechiul Regat (1919) și reforma agrară.

### Instaurarea regimului comunist

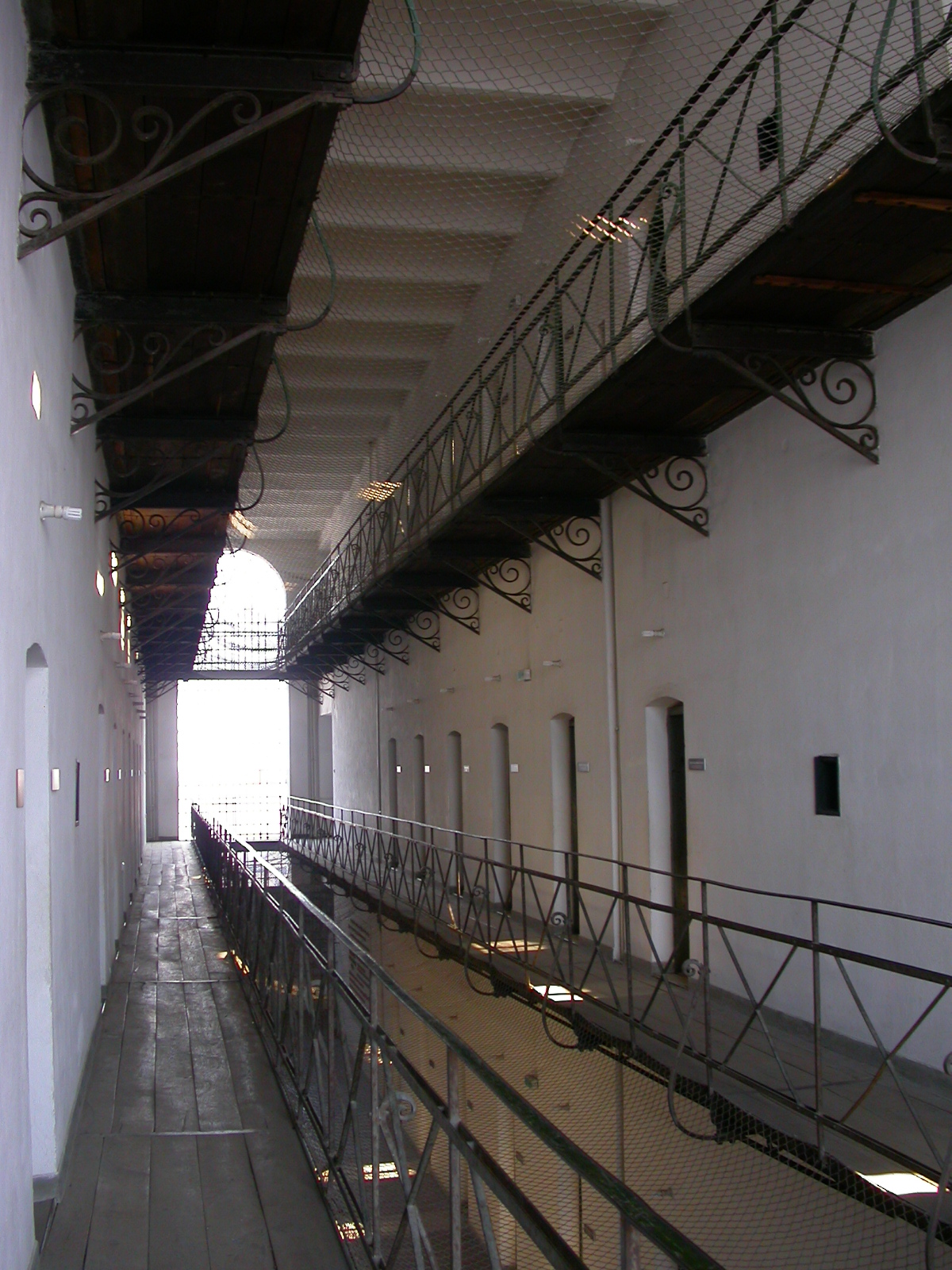
Constantin I. C. Brătianu, cunoscut ca Dinu Brătianu de asemenea, ultimul lider al vechiului PNL (excluzând aripa trădătoare PNL-Tătărăscu/Bejan care a pactizat sau colaborat cu comuniștii, până la un anumit punct), a fost închis la penitenciarul Sighet, unde a și murit. Celula sa este păstrată intactă până astăzi în închisoarea devenită muzeu.

După cel de-Al Doilea Război Mondial, regimul comunist a oprit progresul României în direcția construcției democratice. Sistemul totalitar instaurat a dus la abolirea pluralismului politic și dizolvarea partidelor istorice democratice, inclusiv a Partidului Național Liberal (PNL), care a fost forțat să își înceteze activitatea în noiembrie 1947. Facțiunea PNL-Brătianu, condusă de Constantin I. C. Brătianu (Dinu Brătianul PNL-B), a fost interzisă de comuniști, similar Partidului Național-Țărănesc (PNȚ). O altă facțiune a PNL, Partidul Național Liberal-Tătărăscu/Bejan (PNL-T), condusă de Petre Bejan, a colaborat cu comuniștii și a fost desființată în 1950. Mulți lideri liberali au murit în închisorile comuniste sau au fost forțați să emigreze. În exil, liberalii, inclusiv Radu Câmpeanu la Paris, au continuat să promoveze ideile și valorile liberale. Partidul Național Liberal a fost reînființat în 1990 și a instituit ziua de 14 mai ca zi națională de cinstire a martirilor din temnițele comuniste.

### După Revoluția din 1989

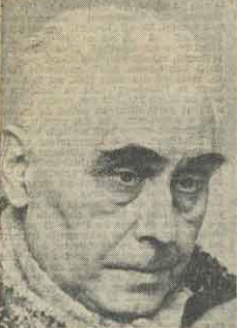
Radu Câmpeanu, primul președinte al PNL-ului refondat contemporan după Revoluția din 1989. Mandatul acestuia la conducerea partidului a durat trei ani, mai precis din 1990 până în 1993.

Reînființarea PNL în 1990 a marcat începutul „reinventării” liberalismului românesc. La 15 ianuarie 1990, prin Decizia Civilă nr. 4 a Tribunalului Municipiului București, PNL a fost reînființat, continuând tradiția Partidului Național Liberal fondat în 1875. În după-amiaza zilei de 22 decembrie, Dan Amedeo Lăzărescu, Sorin Bottez și Nicu Enescu au decis reactivarea PNL și constituirea unui comitet de inițiativă, inclusiv Dan Amedeo Lăzărescu, Radu Câmpeanu, I. V. Săndulescu, Nicu Enescu, Dinu Zamfirescu și alții, majoritatea foști deținuți politici. Radu Câmpeanu se întorsese de la Paris după 22 decembrie 1989.
La alegerile parlamentare din 20 mai 1990, PNL a obținut 39 de mandate. În anii '90, partidul a cunoscut mai multe sciziuni. Prima a avut loc în aprilie 1990, când Ion Brătianu a fondat Uniunea Liberală - Brătianu. A doua a avut loc la 23 iulie 1990, când s-a creat Partidul Național Liberal-Aripa Tânără (PNL-AT), cu membri precum Horia Rusu, Călin Popescu-Tăriceanu, Andrei Chiliman, Radu Boroianu, Dinu Patriciu etc. În aprilie 1991, PNL-AT a semnat Carta pentru Reformă și Democrație și a intrat în Guvernul Roman II condus de Petre Roman, cu Dinu Patriciu ca Ministru al Lucrărilor Publice. După căderea guvernului Roman în septembrie 1991, PNL a participat la guvernare cu Frontul Salvării Naționale (FSN) între octombrie 1991 și noiembrie 1992, sub conducerea lui Theodor Stolojan, având trei miniștri (George Danielescu – Ministrul Economiei și Finanțelor, Mircea Ionescu-Quintus – Ministrul Justiției și Dan Constantinescu – Ministrul Industriilor), și un secretar de stat în Guvernul Stolojan (Emil Tocaci – la Ministerul Învățământului și Științei), precum și șapte subsecretari de stat.
Pentru a contracara Frontul Salvării Naționale (FSN), la 26 noiembrie 1991 a fost creată Convenția Democrată Română (CDR), pe baza unui protocol semnat de mai multe partide și organizații, inclusiv Partidul Național Țărănesc Creștin Democrat (PNȚ-CD), Partidul Național Liberal (PNL), Partidul Social-Democrat Român (PSDR), Partidul Ecologist Român (PER), Partidul Alianța Civică (PAC) și Uniunea Democrată Maghiară din România (UDMR/RMDSZ), și alte formațiuni politice și civice din cadrul Forumului Democratic Antitotalitar din România. 
În aprilie 1992, PNL a decis să părăsească CDR, ceea ce a dus la o nouă scindare a partidului, formându-se Partidul Național Liberal-Convenția Democratică (PNL-CD), sub conducerea lui Niculae Cerveni, care a rămas în cadrul alianței.
În iulie 1990, a fost creat Partidul Național Liberal-Aripa Tânără (PNL-AT), care a inclus în statutul său punctul 8 al Proclamației de la Timișoara, interzicând foștilor membri ai Partidului Comunist Român (PCR) și ai Securității să candideze la funcții publice timp de 10 ani (3 legislaturi consecutive). În aprilie 1992, PNL-CD a fost format după ce președintele de atunci al PNL, Radu Câmpeanu, a scos partidul din CDR, coaliția anticomunistă dominată de PNȚ-CD și Corneliu Coposu, înainte de alegerile legislative din acel an.
Consiliul pentru Refacerea PNL, constituit pe 14 septembrie 1992, a reușit să îl înlăture pe Radu Câmpeanu de la conducerea partidului, considerându-l un instrument al foștilor comuniști, și a reîntors PNL în CDR. Consiliul a fost format de deputați și senatori care susțineau unitatea mișcării liberale, afectată de sciziuni generate de poziționarea partidului față de foștii comuniști din FSN. Consiliul a făcut publică o declarație în care sublinia că PNL avea nevoie de un nou statut și program pentru a se adapta realităților românești și exigențelor liberalismului contemporan. Consiliul a sprijinit platforma CDR și candidatura lui Emil Constantinescu la Președinția României, având ca obiectiv reunificarea forțelor liberale și revitalizarea partidului.
Din partea PNL, declarația a fost semnată de Cristian-Constantin Zăinescu (deputat de Iași), Marian Balaban (deputat de Caraș-Severin) și Radu Voicu Roșculeț (deputat de Constanța) și Viorica Edelhauser (deputat de Hunedoara). Din partea PL-AT au semnat René-Radu Policrat (decanul de vârstă din Camera Deputaților), Dinu Patriciu și Horia Rusu (deputați de Timiș), Nicolae Simescu (deputat de Sibiu) și Daniela-Carmen Crăsnaru (deputat de București). Din partea PNL-CD au semnat Horia-Radu Pascu (deputat de București), Sabin Ivan (senator de Constanța), Dumitru Călueanu (senator de Galați) și Mircea Curelea (senator de Sibiu).
Retragerea PNL din CDR a fost considerată o eroare strategică, partidul obținând la alegerile din 1992 un rezultat sub pragul electoral de 3% și rămânând în afara Parlamentului. La 28 februarie 1993, Radu Câmpeanu a fost înlăturat de la conducerea PNL, fiind înlocuit de Mircea Ionescu-Quintus. PNL a revenit în CDR și a obținut un număr semnificativ de mandate la alegerile din 1996. În 1998, PNL a fuzionat cu Partidul Alianța Civică (PAC).
În martie 1999, PNL a fost admis în Internaționala Liberală (LI), iar președintele partidului a devenit vicepreședinte al Internaționalei. Înainte de alegerile din 2000, PNL s-a retras din CDR și l-a propus pe Theodor Stolojan drept candidat la prezidențiale. PNL a obținut 13 senatori și 30 de deputați în parlament, în timp ce CDR a fost afectat de nerealizările administrației. 
În 2003, PNL și PD au creat o alianță sub sigla D.A. (i.e., Dreptate și Adevăr), cu Theodor Stolojan ca candidat pentru președinția României. Stolojan s-a retras din cursă în octombrie 2004, iar atribuțiile de președinte au fost preluate de Călin Popescu-Tăriceanu, care a devenit prim-ministru pentru două cabinete până în 2008.
În 2006, Theodor Stolojan și Valeriu Stoica au creat Partidul Liberal Democrat (PLD), care a fuzionat ulterior cu Partidul Democrat (PD) formând Partidul Democrat Liberal (PDL).
În alegerile locale din 2008, PNL s-a clasat pe locul al treilea, obținând conducerea consiliilor județene în cinci județe și mandate de primar în mai multe municipii. În alegerile parlamentare din 2008, PNL a obținut 93 de mandate de parlamentari și a intrat în opoziție.

### Istorie recentă (2009–prezent)

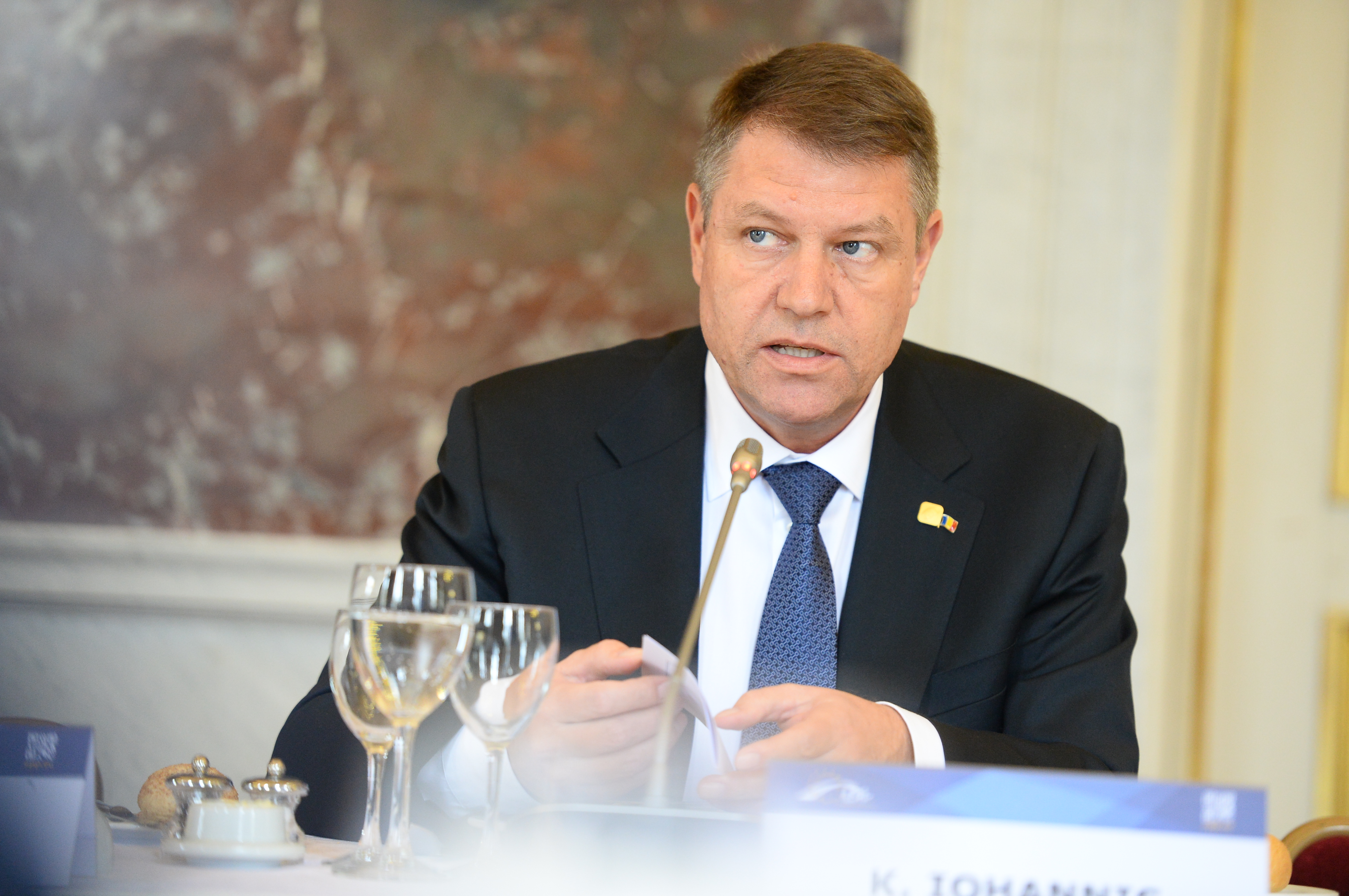
Fost lider al PNL pentru o perioadă relativ scurtă de timp în 2014, Klaus Iohannis este primul și singurul președinte provenind din PNL din istoria țării până în prezent.

În martie 2009, PNL a ales o nouă conducere în cadrul unui congres extraordinar, Crin Antonescu devenind președinte al partidului. Noua conducere a avut ca prioritate crearea unei alternative politice la guvernele Emil Boc II și Ungureanu, percepute ca fiind influențate de fostul președinte Traian Băsescu. În 2011, PNL a format Alianța de Centru Dreapta (ACD) împreună cu Partidul Conservator (PC), care ulterior s-a unit cu Partidul Social Democrat (PSD) pentru a forma Uniunea Social-Liberală (USL). USL a preluat guvernarea în mai 2012, câștigând alegerile parlamentare din decembrie 2012. 
În februarie 2014, Victor Ponta (PSD) a refuzat să nominalizeze pe Klaus Iohannis (PNL) ca vicepremier, ceea ce a condus la retragerea miniștrilor PNL din guvern și la intrarea în opoziție a partidului. Crin Antonescu și-a dat demisia din funcția de președinte al Senatului și, ulterior, din funcția de președinte al PNL după rezultatul slab de 15% la alegerile europarlamentare din 2014.
După alegerile europarlamentare, PNL și PDL au decis să colaboreze pentru alegerile prezidențiale din 2014 și să fuzioneze ulterior, formând Alianța Creștin Liberală (ACL). Klaus Iohannis a fost candidatul prezidențial al alianței și a câștigat alegerile, devenind primul președinte al României din partea PNL. După alegerile prezidențiale, PNL și PDL au fuzionat, adoptând un nou statut, cu Alina Gorghiu și Vasile Blaga a copreședinți ai noului PNL.

##### Conducerea lui Ciucă (aprilie 2022–prezent)
La congresul extraordinar al partidului din 10 aprilie 2022, Nicolae Ciucă a fost ales al 11-lea președinte al PNL de după 1989, cu 1.060 de voturi valabil exprimate din totalul de 1.120 (60 au fost anulate și 159 au fost abțineri). Astfel, Nicolae Ciucă a devenit primul lider militar din istoria partidului. În plus, obiectivul principal al lui Ciucă în calitate de președinte al PNL a fost menținerea coeziunii marii coaliții CNR până la finalul mandatului său de prim-ministru, care a avut loc la jumătatea lunii iunie 2023. Ulterior, PNL a menținut marea coaliție CNR doar cu PSD, scoțând UDMR/RMDSZ de la guvernare, dar păstrând acordul de încredere și furnizare cu grupul politic al minorităților naționale din Parlament, având astfel în continuare o majoritate solidă necesară pentru susținerea Cabinetului Ciolacu în funcție.
În ceea ce privește politica externă, guvernul CNR condus de fostul prim-ministru Nicolae Ciucă și-a exprimat profunda îngrijorare cu privire la Războiul Ruso-Ucrainean în curs. Pe plan intern, PNL și-a ales noul secretar general pe 27 mai 2022, când Consiliul Național al partidului s-a reunit pentru a vota pentru această funcție în fața a 1.000 de delegați naționali.
Sub premieratul lui Ciucă, România a cunoscut un regres democratic, The Economist clasând-o pe ultimul loc în Uniunea Europeană în ceea ce privește democrația, chiar după Ungaria lui Viktor Orbán.
În plus, atât de la conducerea lui Cîțu, cât și de la cea a lui Ciucă, tot mai mulți deputați PNL și politicieni locali au părăsit partidul, unii dintre aceștia înființând între timp partide politice disidente. De asemenea, partidul a pierdut cel puțin câteva puncte electorale pentru viitorul an electoral 2024 (în special pentru următoarele alegeri parlamentare din România), conform majorității sondajelor de opinie.

## Ideologie
Partidul aderă oficial la doctrina liberalismului sub forma liberalismului conservator și conservatorismului liberal, susținând atât liberalizarea economică, cât și pe cea socială. De asemenea, partidul adoptă o poziție pro-europeană. În ultimii ani, acesta s-a concentrat mai mult pe liberalismul economic și pe o trecere la o platformă mai catch all. Partidul Național Liberal (PNL) pledează, de asemenea, pentru inițiative și politici conservatoare și statul în probleme morale și religioase, precum și pentru privatizarea și deznaționalizarea economiei, o tendință care în prezent are loc destul de rapid în România, ca și în alte economii post-comuniste din Europa Centrală și de Est. Spre deosebire de omologii săi occidentali, partidul este mai naționalist și mai tradiționalist în ceea ce privește problemele sociale, cum ar fi drepturile LGBT.
Partidul are facțiuni de adeziune la democrația creștină, național-liberalismul, naționalismul etnic, neoliberalismul și conservatorismul social. Partidul a fost, de asemenea, descris ca populist, în timp ce fostul președinte Florin Cîțu respinge această calificare. Cu toate acestea, după aderarea la Partidul Popular European (PPE) și mai ales sub conducerea lui Cîțu și Ciucă, partidul a devenit mai conservator, Radio Europa Liberă numindu-l „liberal doar în nume”. PNL se opune căsătoriilor între persoane de același sex, precum și uniunilor civile.
În plan economic, consideră semnificativ faptul că impozitele trebuie reduse și că sectorul privat al economiei naționale trebuie extins și ajutat printr-o serie de noi legi pentru a genera mai multă valoare. De asemenea, susține o descentralizare a structurii politice a României, cu o mai mare autonomie acordată celor opt regiuni de dezvoltare. Cu toate acestea, sub guvernarea lui Ciucă, partidul s-a deplasat, de asemenea, mai mult de la o economie liberală orientată spre patriotism economic. Liderul opoziției Cătălin Drulă, președintele în exercițiu al Uniunea Salvați România (USR), a acuzat partidul că este etatist.

## Scindări și absorbții

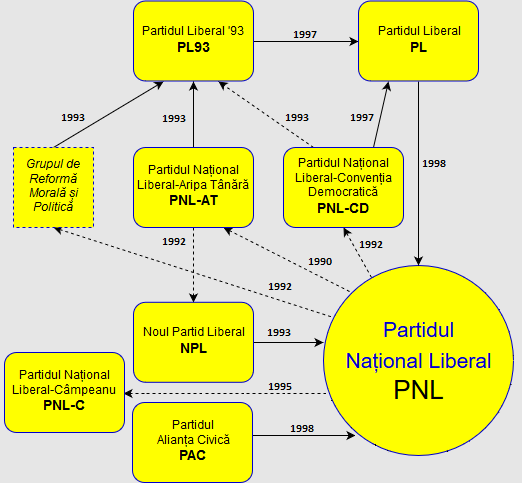
Mișcări politice de scindare și, respectiv, de uniune din și către Partidul Național Liberal (PNL) contemporan de-a lungul anilor 1990.

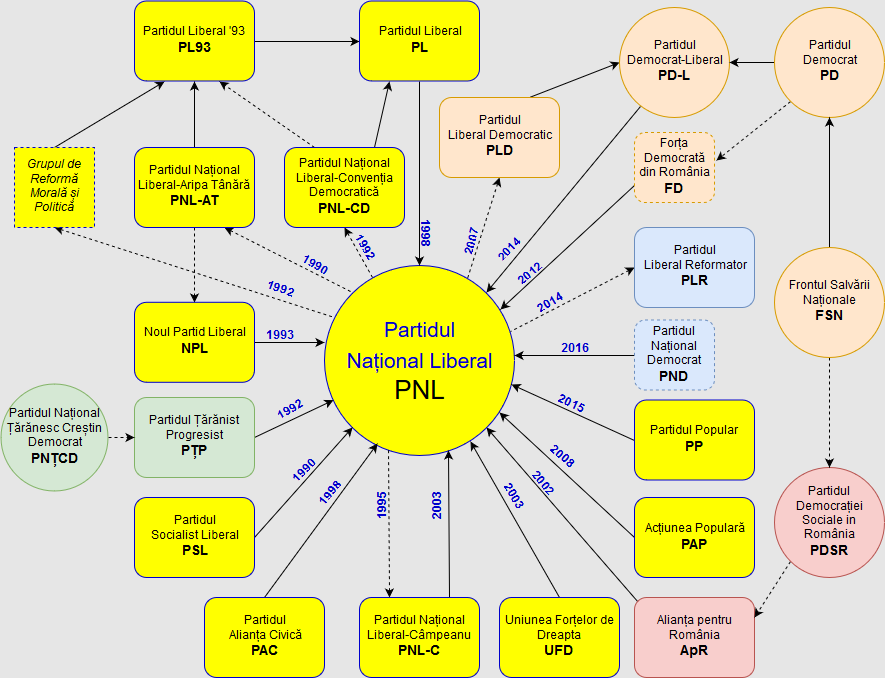
Diagrama care prezintă evoluția politică a Partidului Național Liberal (PNL) contemporan, din 1990 până în 2016.

### Partide scindate din PNL (1990–2023)
- Partidul Național Liberal-Aripa Tânără (1990);
- Uniunea Liberală Brătianu (1990);
- Partidul Național Liberal-Convenția Democrată (1991);
- Partidul Național Liberal-Câmpeanu (1995);
- Partidul Național Liberal-Tradițional (2000);
- Partidul Liberal Democrat (2006);
- Partidul Liberal Reformator (2014);
- Dreapta Liberală (2019);
- Forța Dreptei (2021);
- Platforma Liberal Conservatoare (2022);
- Mișcarea Speranței (2023).

### Partide absorbite de PNL (1990–2024)
- Partidul Socialist Liberal (1990);
- Partidul Progresist Țărănesc (1993);
- Noul Partid Liberal (1993);
- Partidul Liberal ’93 (1998);
- Partidul Alianța Civică (1998);
- Alianța pentru România (2002);
- Uniunea Forțelor de Dreapta (2003);
- Partidul Național Liberal-Câmpeanu (2003);
- Acțiunea Populară (2008);
- Forța Democrată (2012);
- Partidul Democrat Liberal (2014);[77]
- Partidul Popular (2015);
- Partidul Național Democrat (2019);
- Platforma Acțiunea Civică a Tinerilor (2019);[78]
- Partidul Alianța Liberalilor și Democraților (2022/2024);[79][i]
- Mișcarea Speranței (2024);
- Dreapta Liberală (2024).

## PNL în străinătate
Dupa alegerile interne la toate nivelurile din prima jumătate a anului 2017, PNL Diaspora are organizații în mai multe țări:
- Organizația PNL Diaspora Italia este condusă de europarlamentarul Rareș Bogdan;
- Organizația PNL Diaspora Republica Moldova este condusă de Adrian Dupu;
- Organizația PNL Diaspora Grecia este condusă de Stela Kondili;
- Organizația PNL Diaspora Franța este condusă de Alexandru Urdas;
- Organizația PNL Diaspora Irlanda este condusă de Toader Ciuta;
- Organizația PNL Diaspora Portugalia este condusă de Sergiu Senciuc;
- Organizațiile din Spania, Marea Britanie și Germania au conduceri interimare.

## Structura și organizarea PNL
La nivel național, potrivit dispozițiilor Statutului, organismele de conducere ale Partidului Național Liberal sunt:
- Congresul (Adunarea Generală a delegaților membrilor partidului) este forul suprem de conducere și decizie al Partidului Național Liberal, la nivel național, și se compune din delegații aleși de filialele teritoriale și membrii Delegației Permanente.
- Delegația Permanentă (DP) exercită conducerea partidului dintre Congrese și este compusă din:
  - Președintele partidului;
  - membrii Consiliului Național Executiv;
  - președintele, vicepreședintele și secretarul general ai Senatului PNL;
  - parlamentarii;
  - parlamentarii europeni;
  - miniștrii;
  - comisarul european;
  - președinții și vicepreședinții Consiliilor Județene membri PNL;
  - primarii și viceprimarii municipiilor reședință de județ, de sectoare și primarul și viceprimarul general al municipiului București membri PNL;
  - membrii de onoare ai partidului;
  - un vicepreședinte și secretarul general ai TNL;
  - un vicepreședinte și secretarul general ai OFL;
  - un vicepreședinte și secretarul general ai CSL;
  - un vicepreședinte și secretarul general ai Ligii Aleșilor Locali PNL;
  - președintele structurilor care se ocupă de probleme specifice;
  - secretarii generali adjuncți;
  - secretarii executivi;
  - secretarul pentru relațiile internaționale.
- Consiliul Național Executiv (CNE) este forul de dezbatere și decizie al Partidului Național Liberal între ședințele Delegației Permanente și este compus din:
  - Biroul Politic Central;
  - președinții filialelor teritoriale care nu sunt membri ai Biroului Politic Central;
  - secretarul general PNL;
  - președintele TNL, președinta OFL, președintele CSL, președintele LAL și președintele Consiliului de Coordonare al Municipiului București.
- Biroul Politic Central (BPC) asigură conducerea partidului între ședințele Consiliului Național Executiv și ale Delegației Permanente. Este alcătuit din Președinte, foștii președinți și președintele fondator ai partidului, prim-vicepreședinte, 14 vicepreședinți și 15 membri titulari.
- Președintele Partidului Național Liberal este garantul înfăptuirii Programului politic, al respectării și aplicării Statutului și al păstrării identității, unității și prestigiului partidului.
- Secretarul general răspunde de sistemul informațional și de aparatul de lucru și asigură comunicarea dintre organismele de conducere la nivel central și filialele teritoriale și gestiunea patrimoniului partidului. În activitatea sa, secretarul general este ajutat de secretari generali adjuncți și de secretarul pentru relațiile internaționale.

De asemenea, la nivel național funcționează, pe baza propriilor regulamente, următoarele structuri:
- Senatul partidului este un organism consultativ al Președintelui partidului cu privire la păstrarea și continuarea tradițiilor și la dezvoltarea concepțiilor liberale, precum și la alte probleme de interes;
- Curtea de Onoare și Arbitraj este instanța supremă a partidului având atribuții privind respectarea prevederilor Statutului și a Codului Etic al PNL; soluționarea contestațiilor privind sancțiunile disciplinare; soluționarea contestațiilor privind învestirea candidaților, alegerile interne, alegerea delegaților la Conferințe sau la Congres;
- Comisia Centrală de Cenzori are atribuții de verificare a gestiunii partidului;
- Comisia de Etică avizează la cererea Biroului Politic Central asupra candidaturilor propuse pentru alegerile parlamentare, europene și pentru funcțiile în Guvern și în administrația publică centrală;
- Tineretul Național Liberal coordonează activitatea specifică a structurilor de tineret constituite la nivelul filialelor teritoriale;
- Liga Aleșilor Locali coordonează metodologic activitatea membrilor PNL din administrația publică locală;
- Organizația Femeilor Liberale coordonează activitatea specifică a organizațiilor de femei constituite la nivelul filialelor teritoriale;
- Cluburile Studențești Liberale promovează ideile liberale și programul PNL în mediul studențesc, militează pentru implicarea studenților în viața politică.

Organizațiile locale ale Partidul Național Liberal au următoarele organisme de conducere:
- Adunarea Generală a membrilor organizației aplică la nivel local măsurile necesare realizării Programului și strategiei partidului;
- Biroul Politic – al secției de votare, de cartier, comunal, orășenesc sau municipal – planifică, conduce, coordonează și monitorizează activitatea organizației locale în intervalul dintre adunările generale.

## Simbol
Legea din România cere tuturor partidelor să prezinte un semn permanent și un semn electoral permanent. Primul este utilizat pentru identificarea clădirilor și comunicatele de presă ale partidului, iar cel de-al doilea pentru identificarea materialelor electorale ale partidului și a candidaților din buletinul electoral. De obicei, ele diferă ușor.
Elementul principal al partidului este o săgeată albastră care indică colțul din dreapta sus al unui pătrat galben, și literele „P”, „N” și „L” în albastru, înclinate spre dreapta. Poziția „PNL” față de săgeată depinde de tipul simbolului, așa cum se arată mai jos.

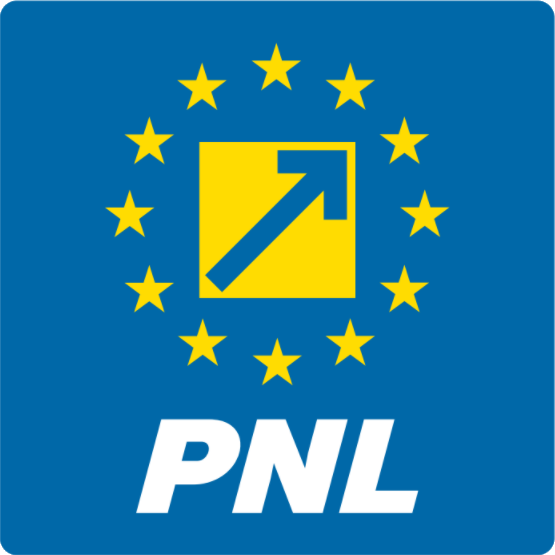
Sigla actuală a PNL și semnul electoral (2014–prezent)
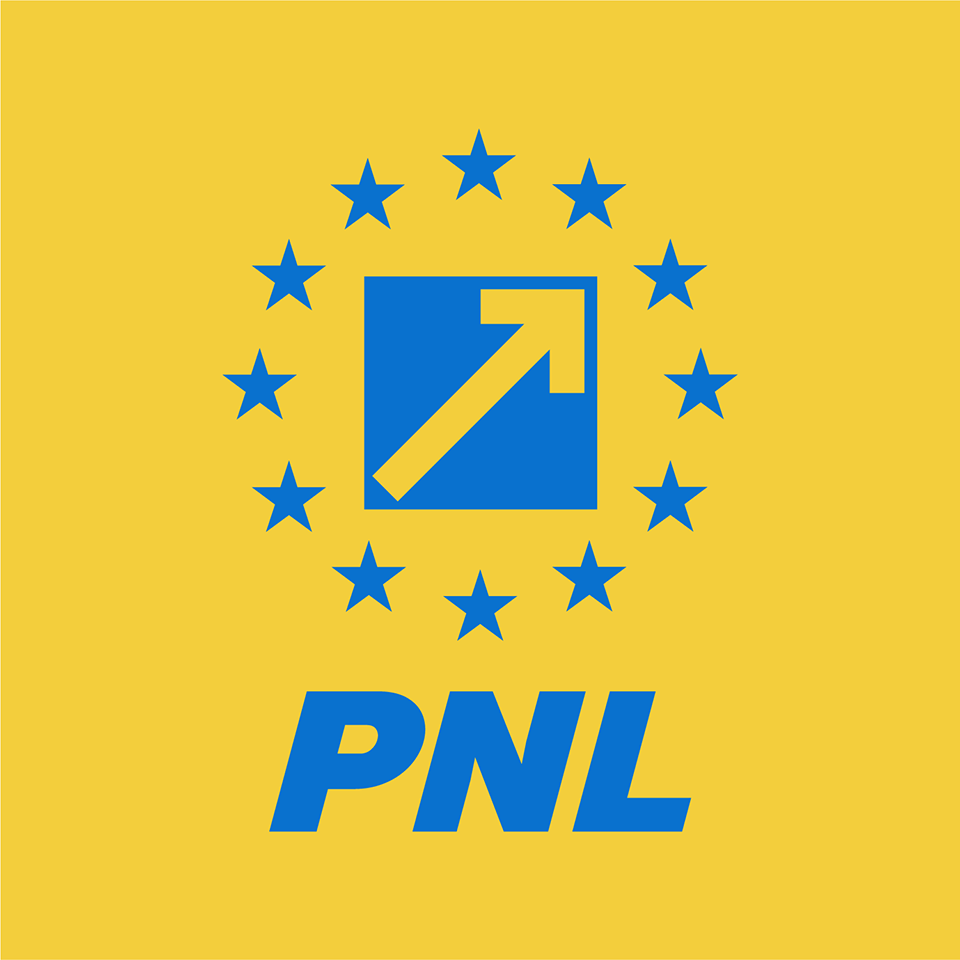
Sigla alternativă a PNL (culorile sunt inversate)
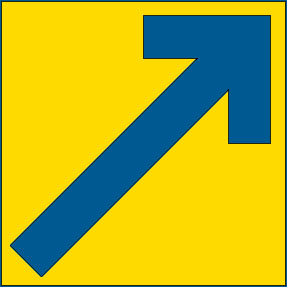
Fosta siglă a PNL (folosită înainte de 2014)
Fostul semn electoral (folosit înainte de 2014)

## Președinți
A ocupat și funcția de prim-ministru.
     A ocupat și funcția de prim-ministru interimar.
     A ocupat și funcția de președinte al Senatului.
     A ocupat și funcția de președinte interimar al Senatului.
     A ocupat și funcția de președinte de consiliu județean (CJ).
     A ocupat și funcția de președinte.
     A ocupat și funcția de președinte interimar al României.
     A ocupat și funcția de vicepreședinte al României în cadrul Consiliului Provizoriu de Uniune Națională (CPUN).
| Nr. | Nume născut–decedat                   | Imagine       | Începutul mandatului | Sfârșitul mandatului | Durata mandatului          |
| --- | ------------------------------------- | ------------- | -------------------- | -------------------- | -------------------------- |
| 1 | Ion C. Brătianu (1821–1891)           |               | 24 mai 1875          | 4 mai 1891           | 15 ani, 11 luni și 10 zile |
| 2 | Dumitru C. Brătianu (1818–1892)       |               | 21 mai 1891          | 8 iunie 1892         | 1 an și 18 zile            |
| 3 | Dimitrie A. Sturdza (1833–1914)       |               | 20 noiembrie 1892    | 10 ianuarie 1909     | 16 ani, 1 lună și 20 zile  |
| 4 | Ion I.C. Brătianu (1864–1927)         |               | 11 ianuarie 1909     | 24 noiembrie 1927    | 18 ani, 10 luni și 13 zile |
| 5 | Vintilă I. C. Brătianu (1867–1930)    |               | 24 noiembrie 1927    | 21 decembrie 1930    | 3 ani și 27 zile           |
| 6 | Ion Gheorghe Duca (1879–1933)         |               | 28 decembrie 1930    | 29 decembrie 1933    | 3 ani și 1 zi              |
| 7 | Constantin I. C. Brătianu (1866–1950) |               | 4 ianuarie 1934      | noiembrie 1947       | 13 ani, 314 zile           |
| Între 1947 și 1990, cu excepția Partidul Comunist Român (PCR) sau a formațiunilor politice autoritare timpurii afiliate acestuia, toate partidele politice (inclusive cele istorice precum PNL sau PNȚ, cu grupurile scindate/dizidente din acestea de asemenea) au fost desființate și interzise. |                                       |               |                      |                      |                            |
| 8 | Radu Câmpeanu (1922–2016)             |               | 15 ianuarie 1990     | 28 februarie 1993    | 3 ani, 1 lună și 13 zile   |
| 9 | Mircea Ionescu-Quintus (1917–2017)    |               | 28 februarie 1993    | 18 februarie 2001    | 7 ani, 11 luni și 21 zile  |
| 10 | Valeriu Stoica (n. 1953)              |               | 18 februarie 2001    | 24 august 2002       | 1 an, 6 luni și 6 zile     |
| 11 | Theodor Stolojan (n. 1943)            |               | 24 august 2002       | 2 octombrie 2004     | 2 ani, 1 lună și 8 zile    |
| 12 | Călin Popescu-Tăriceanu (n. 1952)     |               | 2 octombrie 2004     | 20 martie 2009       | 4 ani, 5 luni și 18 zile   |
| 13 | Crin Antonescu (n. 1959)              |               | 20 martie 2009       | 2 iunie 2014         | 5 ani, 2 luni și 13 zile   |
| 14 | Klaus Iohannis (n. 1959)              |               | 2 iunie 2014         | 18 decembrie 2014    | 6 luni și 16 zile          |
| 15 | Vasile Blaga (n. 1956)                |               | 18 decembrie 2014    | 28 septembrie 2016   | 1 an, 9 luni și 10 zile    |
| 16 | Alina Gorghiu (n. 1978)               |               | 18 decembrie 2014    | 12 decembrie 2016    | 1 an, 11 luni și 24 zile   |
| (–) | Raluca Turcan (interimar) (n. 1976)   |               | 13 decembrie 2016    | 17 iunie 2017        | 6 luni și 4 zile           |
| 17 | Ludovic Orban (n. 1963)               | Ludovic Orban | 17 iunie 2017        | 25 septembrie 2021   | 4 ani, 3 luni și 8 zile    |
| 18 | Florin Cîțu (n. 1972)                 | Florin Cîțu   | 25 septembrie 2021   | 2 aprilie 2022       | 6 luni și 8 zile           |
| (–) | Gheorghe Flutur (interimar) (n. 1960) |               | 2 aprilie 2022       | 10 aprilie 2022      | 8 zile                     |
| 19 | Nicolae Ciucă (n. 1967)               |               | 10 aprilie 2022      | 25 noiembrie 2024    | 2 ani, 7 luni și 15 zile   |
| (–) | Ilie Bolojan (interimar) (n. 1969)    |               | 25 noiembrie 2024    | 12 februarie 2025    | 2 luni și 18 zile          |
| (–) | Cătălin Predoiu (interimar) (n. 1968) |               | 12 februarie 2025    | 26 mai 2025          | 3 luni și 14 zile          |
| (–) | Ilie Bolojan (interimar) (n. 1969)    |               | 26 mai 2025          | 12 iulie 2025        | 2 luni și 19 zile          |
| 20 | Ilie Bolojan (n. 1969)                | 12 iulie 2025 | prezent              | 1 lună și 2 zile     |                            |

## Istoric electoral

### Alegeri parlamentare

#### Rezultatele electorale ale Partidului Național Liberal (PNL) istoric
| An   | Voturi    | Procente (%) | Camera Deputaților | Senat     | Poziție | Rezultat         | Guvern |
| ---- | --------- | ------------ | ------------------ | --------- | ------- | ---------------- | --- |
| 1919 | N/A       | N/A          | 103 / 568          | 54 / 216  | 2       | Opoziție         | Vaida-Voievod I (1919–1920)                                                                                |
| 1920 | N/A       | N/A          | 16 / 366           | 1 / 166   | 3       | Opoziție         | Averescu II (1920–1921)                                                                                    |
| 1922 | N/A       | N/A          | 222 / 372          | 111 / 148 | 1       | Partid majoritar | Ion I. C. Brătianu VI (1922–1926)                                                                          |
| 1926 | 192.399   | 7,5 / 100    | 16 / 387           | 0 / 115   | 3       | Opoziție         | Averescu III (1926–1927)                                                                                   |
| 1927 | 1.704.435 | 62,7 / 100   | 318 / 387          | 92 / 113  | 1       | Partid majoritar | Ion I. C. Brătianu VII (1927) V. Brătianu (1927–1928)                                                      |
| 1928 | 185.939   | 6,55 / 100   | 13 / 387           | 0 / 110   | 2       | Opoziție         | Maniu I, Mironescu I, Maniu II, Mironescu II (1928–1931)                                                   |
| 1931 | 1.389.901 | 48,9 / 100   | 289 / 387          | 108 / 113 | 1       | Coaliție         | Iorga (1931–1932)                                                                                          |
| 1932 | 407.023   | 14 / 100     | 28 / 387           | 1 / 113   | 2       | Opoziție         | Voida-Voievod II, Vaida-Voievod III, Iuliu Maniu III, Vaida-Voievod IV (1932–1933)                         |
| 1933 | 1.518.864 | 52 / 100     | 300 / 387          | 105 / 108 | 1       | Partid majoritar | Duca (1933–1934) Tătărăscu I (1934) Tătărăscu II (1934–1936) Tătărăscu III (1936–1937) Tătărăscu IV (1937) |
| 1937 | 1.103.353 | 36,5 / 100   | 152 / 387          | 97 / 112  | 1       | Opoziție         | Goga (1937–1938)                                                                                           |
| 1946 | 259.068   | 3,8 / 100    | 3 / 414            | 3 / 414   | 4       | Opoziție         | Groza II (1946–1947)                                                                                       |

#### Rezultatele electorale ale Partidului Național Liberal (PNL) contemporan
| An   | Voturi              | Procente (%)            | Senat    | Camera Deputaților | Poziție | Rezultat                                                 | Guvern                                                      |
| ---- | ------------------- | ----------------------- | -------- | ------------------ | ------- | -------------------------------------------------------- | ----------------------------------------------------------- |
| 1990 | 985.094 879.290     | 7,06 / 100 6,41 / 100   | 10 / 119 | 29 / 395           | 3       | Opoziție (1990–1991)                                     | Roman I (1989–1990) Roman II (1990–1991) Roman III (1991)   |
| 1990 | 985.094 879.290     | 7,06 / 100 6,41 / 100   | 10 / 119 | 29 / 395           | 3       | Coaliție (1991–1992)                                     | Stolojan (1991–1992)                                        |
| 1992 | 290.866 284.678     | 2,66 / 100 2,63 / 100   | 0 / 143  | 0 / 341            | 9       | Opoziție extraparlamentară (1992–1996)                   | Văcăroiu (1992–1996)                                        |
| 1996 | 3.772.084 3.692.321 | 30,70 / 100 30,17 / 100 | 22 / 143 | 28 / 343           | 1       | Coaliție (1996–2000)                                     | Ciorbea (1996–1998) Vasile (1998–1999) Isărescu (1999–2000) |
| 2000 | 814.381 747.263     | 7,48 / 100 6,89 / 100   | 13 / 140 | 30 / 345           | 4       | Opoziție (2000)                                          | Năstase (noiembrie 2000)                                    |
| 2000 | 814.381 747.263     | 7,48 / 100 6,89 / 100   | 13 / 140 | 30 / 345           | 4       | Protocol de susținere parlamentară selectivă (2000–2001) | Năstase (decembrie 2000–februarie 2001)                     |
| 2000 | 814.381 747.263     | 7,48 / 100 6,89 / 100   | 13 / 140 | 30 / 345           | 4       | Opoziție (2001–2004)                                     | Năstase (2001–2004)                                         |
| 2004 | 3.209.073 3.150.301 | 31,71 / 100 31,26 / 100 | 28 / 137 | 64 / 332           | 2       | Coaliție (2004–2007)                                     | Tăriceanu I (2004–2007)                                     |
| 2004 | 3.209.073 3.150.301 | 31,71 / 100 31,26 / 100 | 28 / 137 | 64 / 332           | 2       | Guvern minoritar (2007–2008)                             | Tăriceanu II (2007–2008)                                    |
| 2008 | 1.291.029 1.279.063 | 18,74 / 100 18,57 / 100 | 28 / 137 | 65 / 334           | 3       | Opoziție (2008–2012)                                     | Boc I (2008–2009) Boc II (2009–2012)                        |
| 2008 | 1.291.029 1.279.063 | 18,74 / 100 18,57 / 100 | 28 / 137 | 65 / 334           | 3       | Coaliție (2012)                                          | Ponta I (2012)                                              |
| 2012 | 4.457.526 4.344.288 | 60,07 / 100 58,61 / 100 | 50 / 176 | 100 / 412          | 2       | Coaliție (2012–2014)                                     | Ponta II (2012–2014)                                        |
| 2012 | 4.457.526 4.344.288 | 60,07 / 100 58,61 / 100 | 50 / 176 | 100 / 412          | 2       | Opoziție (2012–2014)                                     | Ponta III (2014) Ponta IV (2014–2015)                       |
| 2012 | 4.457.526 4.344.288 | 60,07 / 100 58,61 / 100 | 50 / 176 | 100 / 412          | 2       | Susținere parlamentară (2015–2017)                       | Cioloș (2015–2017)                                          |
| 2016 | 1.440.193 1.412.377 | 20,42 / 100 20,04 / 100 | 30 / 136 | 69 / 329           | 2       | Opoziție (2017–2019)                                     | Grindeanu (2017) Tudose (2017–2018) Dăncilă (2018–2019)     |
| 2016 | 1.440.193 1.412.377 | 20,42 / 100 20,04 / 100 | 30 / 136 | 69 / 329           | 2       | Guvern minoritar (2019–2020)                             | Orban I (2019–2020) Orban II (2020)                         |
| 2020 | 1.511.227 1.486.402 | 25,58 / 100 25,18 / 100 | 41 / 136 | 93 / 330           | 2       | Coaliție (2020–2021) Guvern minoritar (2021)             | Cîțu (2020–2021)                                            |
| 2020 | 1.511.227 1.486.402 | 25,58 / 100 25,18 / 100 | 41 / 136 | 93 / 330           | 2       | Coaliție (2021–2024)                                     | Ciucă (2021–2023) Ciolacu I (2023–2024)                     |
| 2024 | 1.322.468 1.219.762 | 14,28 / 100 13,20 / 100 | 22 / 134 | 49 / 331           | 3       | Coaliție (2024–prezent)                                  | Ciolacu II (2024–2025) Bolojan (2025–prezent)               |

### Alegeri prezidențiale

Hartă politică înfâțișând victoria Partidului Național Liberal (PNL) în turul al II-lea de la alegerile prezidențiale din 2014 din România.

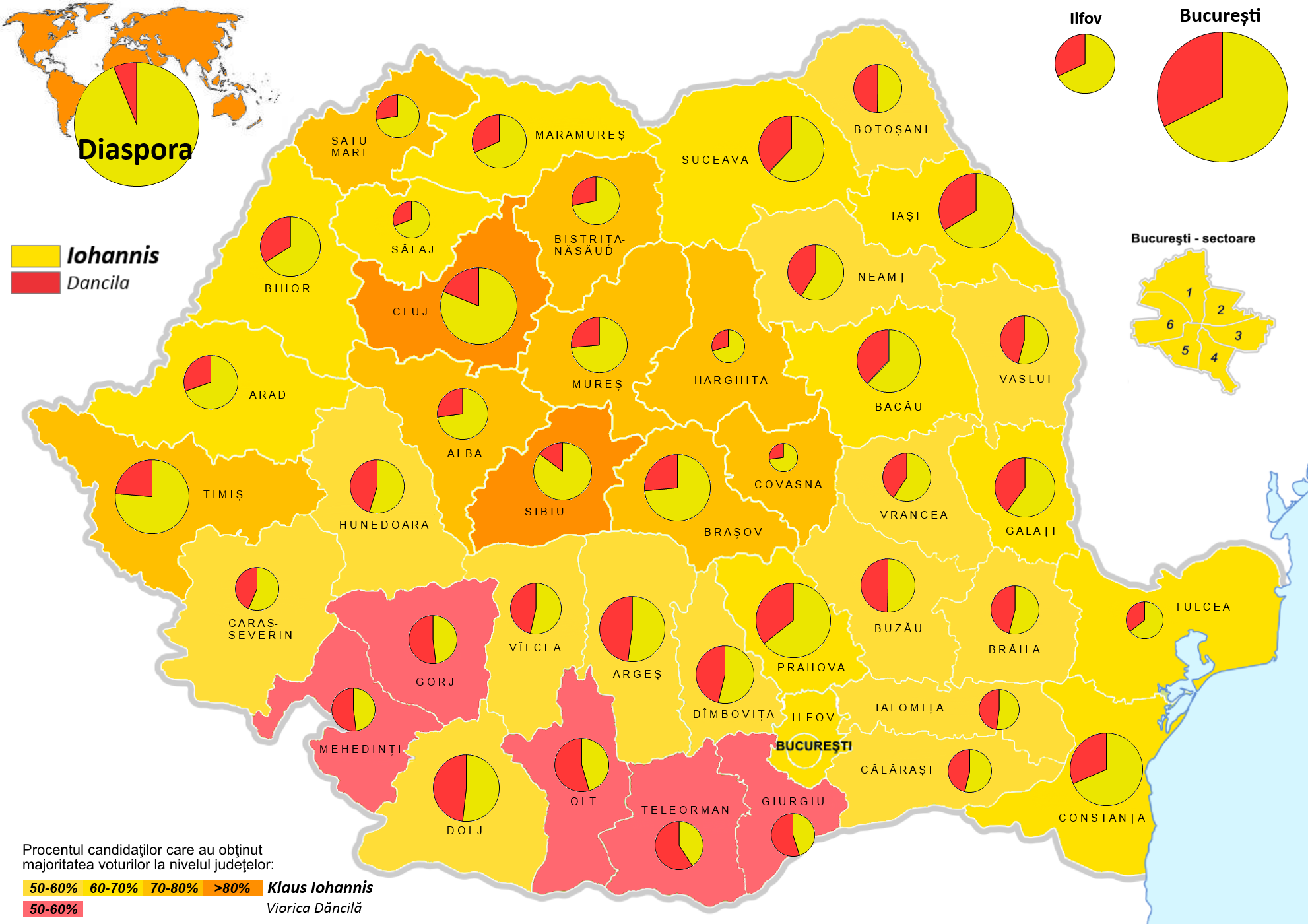
Hartă politică înfâțișând victoria Partidului Național Liberal (PNL) în turul al II-lea de la alegerile prezidențiale din 2019 din România.

| An   | Candidat            | Alianță | Primul tur | Primul tur   | Al doilea tur     | Al doilea tur     | Rezultat             |
| An   | Candidat            | Alianță | Voturi     | Procente (%) | Voturi            | Procente (%)      | Rezultat             |
| ---- | ------------------- | ------- | ---------- | ------------ | ----------------- | ----------------- | -------------------- |
| 1990 | Radu Câmpeanu       | N/A     | 1.529.188  | 10,64 / 100  | Nu s-a ținut.     | Nu s-a ținut.     | A pierdut alegerile. |
| 1992 | N/A                 | N/A     | N/A        | N/A          | N/A               | N/A               | N/A                  |
| 1996 | Emil Constantinescu | CDR     | 3.569.941  | 28,22 / 100  | 7.057.906         | 54,41 / 100       | Ales președinte.     |
| 2000 | Theodor Stolojan    | N/A     | 1.321.420  | 11,78 / 100  | Nu s-a calificat. | Nu s-a calificat. | A pierdut alegerile. |
| 2004 | Traian Băsescu      | DA      | 3.545.236  | 33,92 / 100  | 5.126.894         | 51,23 / 100       | Ales președinte.     |
| 2009 | Crin Antonescu      | N/A     | 1.945.831  | 20,02 / 100  | Nu s-a calificat. | Nu s-a calificat. | A pierdut alegerile. |
| 2014 | Klaus Iohannis      | ACL     | 2.881.406  | 30,37 / 100  | 6.288.769         | 54,43 / 100       | Ales președinte.     |
| 2019 | Klaus Iohannis      | N/A     | 3.485.292  | 37,82 / 100  | 6.509.135         | 66,09 / 100       | Reales președinte.   |
| 2024 | Nicolae Ciucă       | N/A     | 811.952    | 8,79 / 100   | Nu s-a calificat. | Nu s-a calificat. | A pierdut alegerile. |
| 2024 | Nicolae Ciucă       | N/A     | 811.952    | 8,79 / 100   | Nu s-a calificat. | Nu s-a calificat. | Alegeri anulate      |
| 2025 | Crin Antonescu      | A.RO    | 1.892.930  | 20,07 / 100  | Nu s-a calificat. | Nu s-a calificat. | A pierdut alegerile. |

### Alegeri europarlamentare

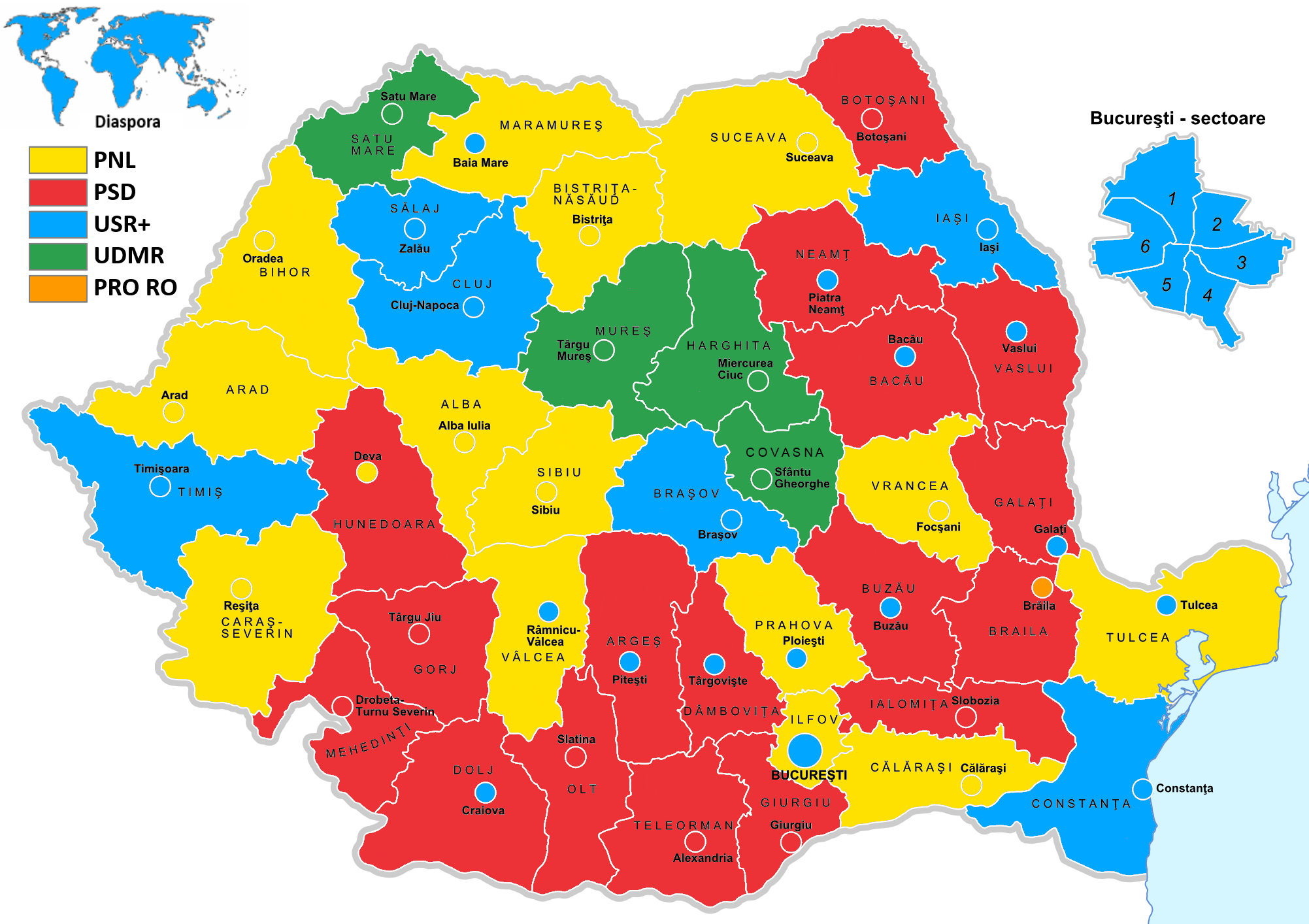
Hartă politică înfâțișând victoria Partidului Național Liberal (PNL) la alegerile europarlamentare din 2019 din România.

| An   | Voturi    | Procente (%) | Alianță | Mandate | Poziție |
| ---- | --------- | ------------ | ------- | ------- | ------- |
| 2007 | 688.859   | 13,44 / 100  | N/A     | 6 / 35  | 3       |
| 2009 | 702.974   | 14,52 / 100  | N/A     | 5 / 33  | 3       |
| 2014 | 835.531   | 15,00 / 100  | N/A     | 6 / 32  | 2       |
| 2019 | 2.449.068 | 27,00 / 100  | N/A     | 10 / 32 | 1       |
| 2024 | 4.341.356 | 48,55 / 100  | CNR     | 8 / 33  | 2       |

### Alegeri locale

#### Rezultate pe țară
| An   | Voturi    | Procente (%) | Alianță | Primari     | Consilieri locali | Consilieri județeni | Președinți de consilii județene | Poziție |
| ---- | --------- | ------------ | ------- | ----------- | ----------------- | ------------------- | ------------------------------- | ------- |
| 1992 | N/A       | 1,76 / 100   | N/A     | 14 / 2943   | 576 / 39781       | 30 / 1701           | 0 / 41                          | 7       |
| 1996 | 2.712.852 | 26,27 / 100  | CDR     | 355 / 2900  | 6525 / 39718      | 307 / 1718          | 16 / 41                         | 1       |
| 2000 | 799.761   | 9,06 / 100   | N/A     | 251 / 2954  | 3978 / 39718      | 160 / 1718          | 1 / 41                          | 4       |
| 2004 | 1.607.571 | 17,20 / 100  | DA      | 443 / 3137  | 8529 / 40031      | 281 / 1436          | 6 / 41                          | 2       |
| 2008 | 1.721.834 | 19,48 / 100  | N/A     | 706 / 3179  | 8529 / 40094      | 297 / 1393          | 5 / 41                          | 3       |
| 2012 | 4.260.709 | 49,71 / 100  | USL     | 2035 / 3180 | 13415 / 40022     | 723 / 1338          | 15 / 41                         | 1       |
| 2016 | 2.529.986 | 30,64 / 100  | N/A     | 1081 / 3180 | 13648 / 40022     | 504 / 1338          | 8 / 41                          | 2       |
| 2020 | 2.334.039 | 32,32 / 100  | N/A     | 1232 / 3180 | 14182 / 40022     | 474 / 1338          | 17 / 41                         | 1       |
| 2024 | 2.548.242 | 29,07 / 100  | CNR     | 1132 / 3180 | 12802 / 40022     | 436 / 1338          | 12 / 41                         | 2       |

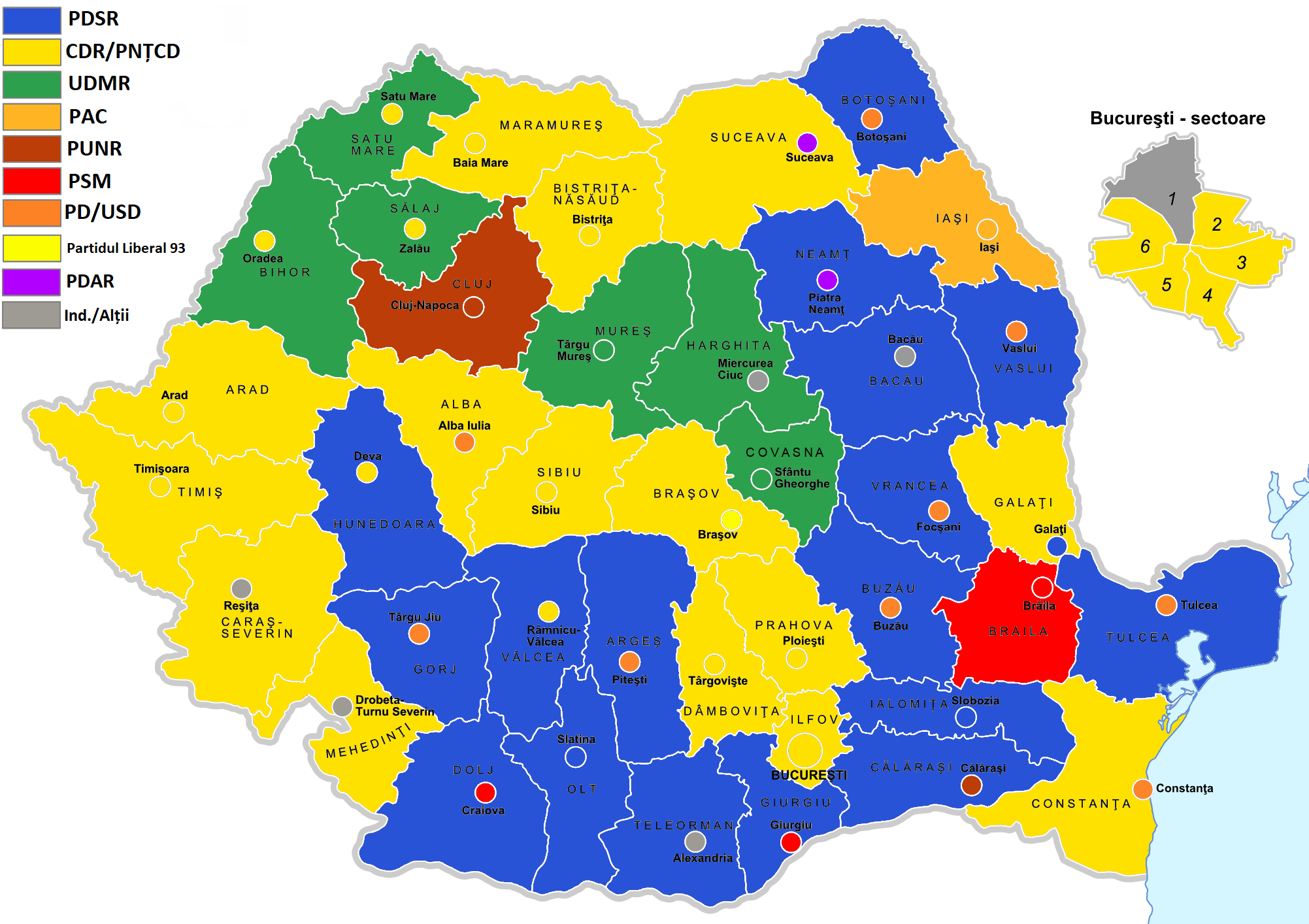
Hartă politică înfâțișând victoria Convenției Democrate Române (CDR) la alegerile locale din 1996 din România.[y]
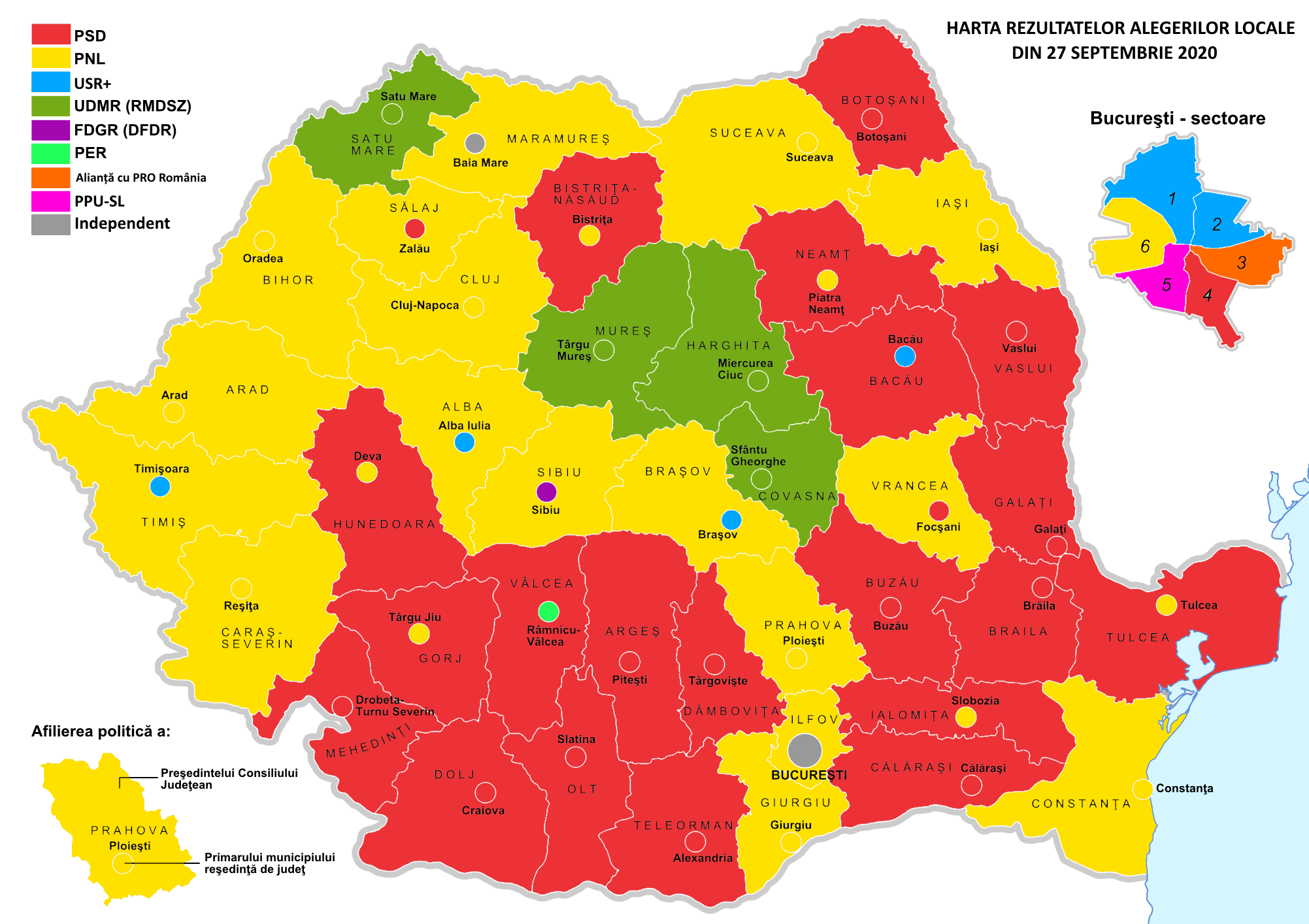
Hartă politică înfâțișând victoria Partidului Național Liberal (PNL) la alegerile locale din 2020 din România.

#### Primarul Municipiului București

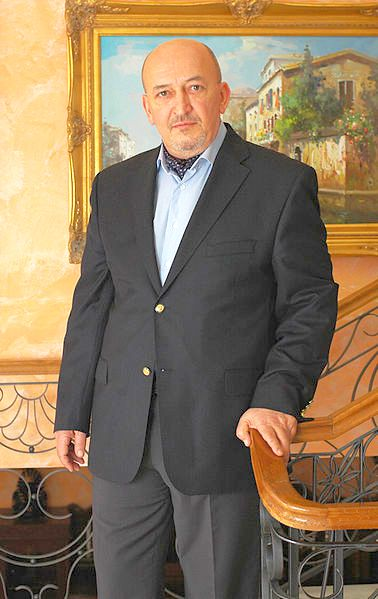
Crin Halaicu, primul primar ales liber al municipiului București după 1989 (în funcție între 1992 și 1996) și singurul de la Partidul Național Liberal (PNL) până în prezent.

| An   | Candidat          | Alianță      | Primul tur | Primul tur   | Al doilea tur | Al doilea tur | Poziție |
| An   | Candidat          | Alianță      | Voturi     | Procente (%) | Voturi        | Procente (%)  | Poziție |
| ---- | ----------------- | ------------ | ---------- | ------------ | ------------- | ------------- | ------- |
| 1992 | Crin Halaicu      | N/A          | N/A        | 45,64 / 100  | N/A           | 55,88 / 100   | 1       |
| 1996 | Victor Ciorbea    | CDR          | N/A        | 39,61 / 100  | N/A           | 56,74 / 100   | 1       |
| 2000 | George Pădure     | N/A          | 45.861     | 7,24 / 100   | N/A           | N/A           | 4       |
| 2004 | Traian Băsescu    | DA           | 417.153    | 54,94 / 100  | N/A           | N/A           | 1       |
| 2008 | Ludovic Orban     | N/A          | 64.636     | 11,85 / 100  | N/A           | N/A           | 4       |
| 2012 | Sorin Oprescu     | USL          | 430.512    | 53,79 / 100  | N/A           | N/A           | 1       |
| 2016 | Cătălin Predoiu   | N/A          | 64.186     | 11,18 / 100  | N/A           | N/A           | 3       |
| 2020 | Nicușor Dan       | PNL–USR PLUS | 282.631    | 42,81 / 100  | N/A           | N/A           | 1       |
| 2024 | Sebastian Burduja | N/A          | 53.111     | 7,83 / 100   | N/A           | N/A           | 4       |